# ایست گرینبوش (حوزه سرشماری)، نیویورک
ایست گرینبوش (به انگلیسی: East Greenbush) یک منطقهٔ مسکونی در ایالات متحده آمریکا است که در شهرستان رنسلیر، نیویورک واقع شده‌است. ایست گرینبوش ۶٫۹ کیلومتر مربع مساحت و ۴٬۴۸۷ نفر جمعیت دارد و ۱۰۴ متر بالاتر از سطح دریا واقع شده‌است.